# Невена Поповић
Невена Поповић (Београд, 27. април 1955 — Београд, 30. март 2016) била је пијанисткиња и професор Фалултета музичке уметности у Београду. Наступала је као солиста, камерни музичар и са оркестрима у Србији и иностранству.
Основна музичка школа у Гроцкој од 2017. године носи њено име.
Катедра за клавир Факултета музичке уметности у Београду је основала награду са њеним именом, која се додељује за најзначајније уметничко остварење у години.

## Школовање, усавршавање и наступи
Рођена је 27. априла 1955. године у Београду, завршила нижу и средњу школу „Јосип Славенски”, у класи профора Јеле Кршић, а на Факултету музичке уметности у Београду дипломирала је 1975. године оценом 10, у класи професора Андреје Прегера. Магистарске студије завршила је 1977. године на Академији Santa Ceccilia у Риму, у класи Вићенца Виталеа, а затим и у Фиренци као стипендисткиња америчке академије Rosary college of fine Arts, као и на ФМУ у Београду.
Усавршавала се и на мајсторским курсевима код познатих пијаниста Алда Циколинија, Владимира Ашкеназија, где је одабрана међу 9 од 90 пријављених кандидата за активно учешће на његовом курсу и наступ на концерту у оквиру Луцернског фестивала 1981. године.
Наступала је на значајним фестивалима као што су: БЕМУС (6 пута), НИМУС, Будва-град театар, Дани музике (Будва-Херцег Нови), Мермер и звуци, Меморијал Дарка Лукића – Осијек, СВЕМ – Сарајевске музичке вечери, затим на фестивалима у Берлину, Лајпцигу, Венецији, Минску, Минхену, Балатон (Мађарска) и тд.
Снимала је за радио, телевизију и ЦД, као солиста и са виолинистима Мајом Јокановић и Сретеном Крстићем... Снимала је често за београдску, а и за италијанску, француску, швајцарску, немачку, финску и совјетску радио-телевизију.

## Педагошки рад
На Факултету музичке уметности радила је од 1979. године, најпре као асистент, затим доцент, ванредни професор, а од 1998. године као редовни професор за ужу уметничку област клавир. На Академији уметности у Бањалуци била је ангажована од њеног оснивања 1998. године.
Њени студенти освојили су до сада велики број награда на међународним такмичењима широм света. Њих десетак ради на ФМУ у Београду и спадају међу најуспешније домаће уметнике (Милош Михајловић, Владимир Милошевић, Владимир Цвијић, Небојша Максимовић, Соња Лончар, Јасна Туцовић, Дејан Суботић, Бојан Марјановић), а велики број их делује успешно у иностранству (Европа, САД, Канада, Аустралија).
Невена Поповић је била члан многих међународних жирија у Србији, као и у Италији, Француској, Грчкој и Грузији. Одржала је и бројне мајсторске курсеве у земљи и иностранству.
Била је један од оснивача такмичења „Бањалучки бијенале” због чега је задужила све бивше, будуће пијанисте и музичке уметнике у овом граду.

## Награде и признања
- Добитница је бројних награда у земљи и иностранству: седам првих и специјалних награда на републичким и савезним такмичењима као ученица и студенткиња, награде Фонда „Олга Михајловић” 1974. године,
- Октобарске награде 1974. године и награде Фонда „Емил Хајек” 1976. године (први добитник те награде).
- Освајала је и награде на међународним такмичењима 1975. године у Сенигалији, 1976. „Alfredo Casella” у Напуљу, „Franco Manino” 1976. у Риму, Златну медаљу у Амалфију 1977, награду фестивала „International masterplayers” у Минхену 1983. године.

Преминула је 30. марта 2016. године и сахрањена у Алеји заслужних грађана на Новом гробљу.